# Enchytraeus christenseni
Enchytraeus christenseni é uma espécie de anelídeo pertencente à família Enchytraeidae.
A autoridade científica da espécie é Dózsa-Farkas, tendo sido descrita no ano de 1992.
Trata-se de uma espécie presente no território português, incluindo a sua zona económica exclusiva.